# Selbsthilfevereinigung für Lippen-Gaumen-Fehlbildungen
Die Selbsthilfevereinigung für Lippen-Gaumen-Fehlbildungen e.V. – Wolfgang Rosenthal Gesellschaft (WRG) – ist ein gemeinnütziger, deutscher Verein. 
Eltern von Kindern mit Lippen-, Kiefer-, Gaumen-, Segel-Fehlbildungen (kurz: LKGS-Fehlbildung oder Lippen-Gaumen-Fehlbildung) oder einer Pierre-Robin-Sequenz (PRS) gründeten im Jahr 1981 die Selbsthilfevereinigung. Diese hat sich die Förderung der Behandlung und die Verbesserung des gesamten Umfeldes von LKGS-Betroffenen zum Ziel gesetzt. 
Mitglieder sind Selbstbetroffene, deren Angehörige und betreffende Fachleute. Neben der hauptamtlich aus der Geschäftsstelle in Wetzlar in Hessen geführten Informations- und Beratungsarbeit, stehen im Bundesgebiet circa 70 Kontaktpersonen und regionale Selbsthilfegruppen für die direkte Betreuung der Betroffenen zur Verfügung. Der Verein organisiert Wochenendseminare für Jugendliche, junge Erwachsene, Erwachsene und Eltern.
Wolfgang Rosenthal ist der Namensgeber der Selbsthilfevereinigung. Der Kieferchirurg forderte schon in den 1820er Jahren eine interdisziplinäre Zusammenarbeit aller an der Behandlung von Lippen-Gaumen-Fehlbildungen beteiligten Fachtherapeuten.

## Verlag
Der Verein fungiert außerdem als Verlag. Er gibt die dreimal im Jahr erscheinende Zeitschrift „Gesichter“ mit Erfahrungsberichten von Betroffenen und Fachartikeln zu allem Aspekten der Lippen-Gaumen-Fehlbildungen heraus. Relevante Themen und Interessenfelder sind: Mund-, Kiefer- und Gesichtschirurgie, Kieferorthopädie, Hals-Nasen-Ohren-Heilkunde, Logopädie, Pädiatrie, Ernährungs- und Stillberatung. Zu den gleichen Themen sind inzwischen 17 Broschüren erschienen.